# 北美洲
北亞美利加洲（英語：North America；字源：亞美利哥·維斯普奇），簡稱北美洲，位於西半球北部（或北半球）。東臨大西洋，西臨太平洋，北瀕北冰洋，南以巴拿馬運河為界與南美洲劃分。北美洲還包括加勒比海中眾多島嶼（主要為西印度群島）。北美洲面積2422.8萬平方公里（包括附近島嶼），約佔当今地球陸地總面積的16.2％，是世界第3大洲。人口5億2872萬（2008年七月），居世界第4位。美國、加拿大是北美洲面積最大且有較大影響力的國家。
北美洲地跨热带、温带、寒带，气候复杂多样。以温带大陆性气候和亚寒带针叶林气候为主。北部在北极圈内，为冰雪世界。南部加勒比海受赤道暖流之益，但有热带飓风侵袭。大陆中部广大地区位于北温带，宜于作物生长和人类生存。由于所有的山脉都是南北或近似南北走向，故从太平洋来的湿润空气仅达西部沿海地区；从北冰洋来的冷空气可以经过中部平原长驱南下；从热带大西洋吹来的湿润空气也可以经过中部平原深入到北部，故北美洲的气候很不稳定，冬季时而寒冷，时而解冻，墨西哥湾沿岸的亚热带地区，冬季也会有严寒和下雪的现象。

## 自然地理

### 地形

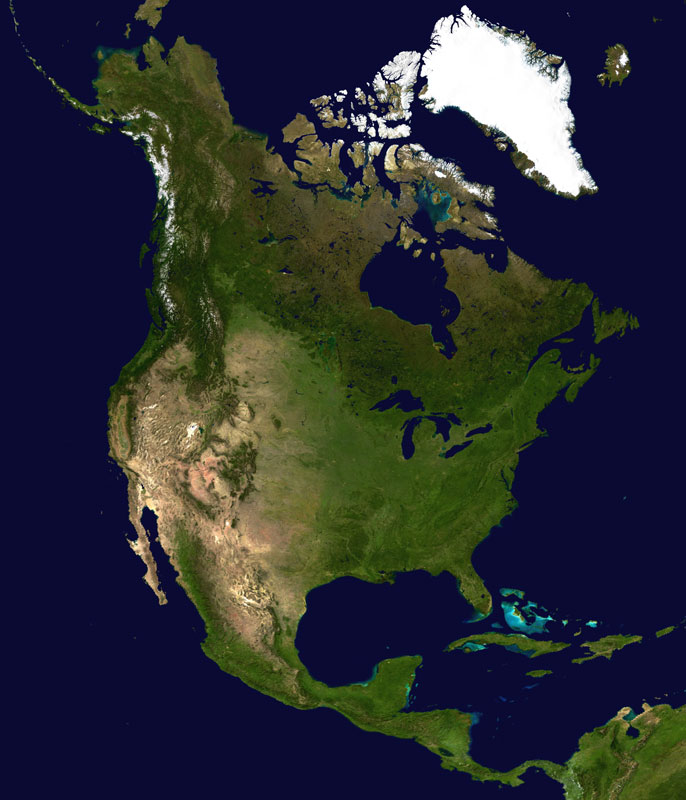
北美洲的衛星影像圖

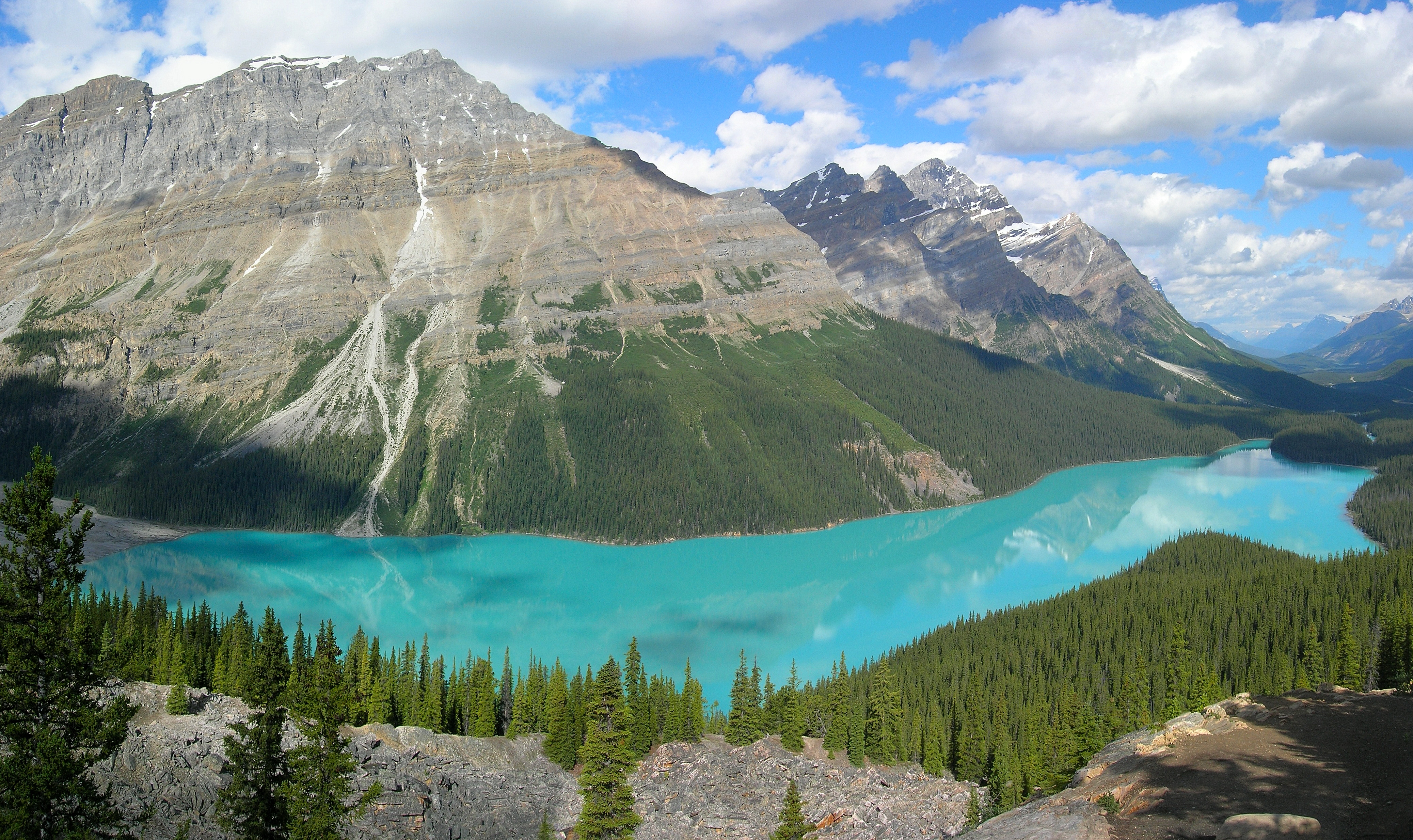
加拿大班夫國家公園

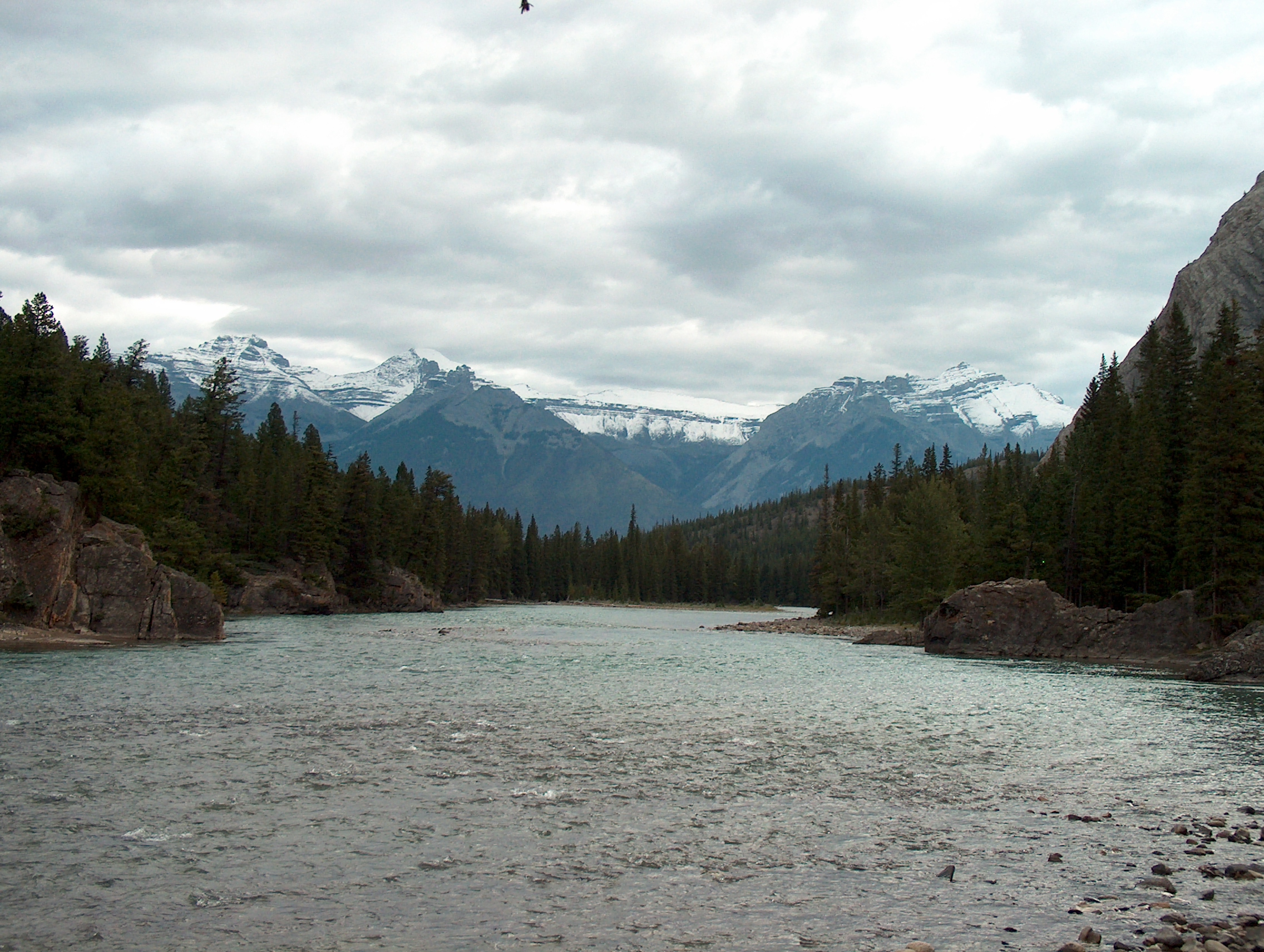
加拿大亞伯達省浪花河(Spray River)

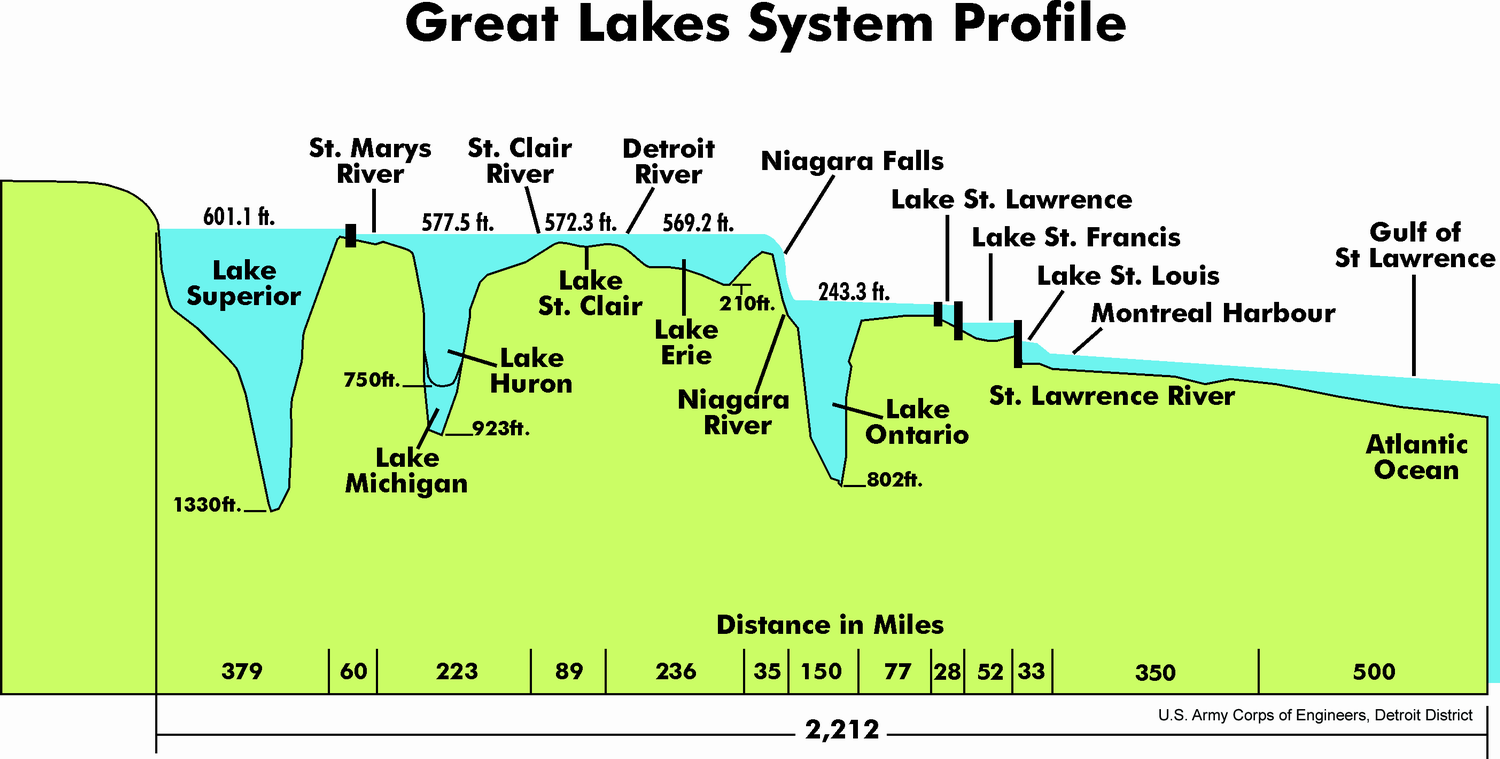
五大湖區之縱向剖面圖

大陸海岸線長約6萬公里。西部的北段、北部和東部海岸比較曲折，多島嶼和峽灣；南半部海岸較平直。半島總面積約為210萬平方千米。島嶼總面積約400萬平方千米，居各洲之首，其中格陵蘭島為世界最大島。
全洲平原和丘陵約佔總面積的42％，海拔500米以上的高原和山地約佔58％，平均海拔約為700米。大陸地形的基本特徵是南北走向的山脈分佈於東西兩側與海岸平行，大平原分佈於中部。地形明顯地分為三個區：

#### 東部山地和高原
聖羅倫斯河以北為拉布拉多高原，以南為阿帕拉契亚山脈，地勢南高北低，海拔一般為300~500米。阿帕拉契亚山脈東側沿大西洋有一條狹窄的海岸平原，西側逐漸下降與中部平原相接。

#### 中部平原
位於拉布拉多高原-阿巴拉契亞山脈與洛磯山脈之間，北起哈德遜灣，南至墨西哥灣，縱貫大陸中部。平原北部多湖泊和急流，南部為密士失必河平原。平原西部為世界著名的大平原。

#### 西部山地和高原
屬科迪勒拉山系的北段，從阿拉斯加伸展至墨西哥以南，主要包括三條平行山脈，由東至西為：落磯山脈、阿拉斯加山脈-加拿大海岸山脈-喀斯喀特嶺-內華達山脈、加拿大西部沿海島嶼-美國海岸山脈，其中阿拉斯加山脈中的迪那利峰海拔6,194米，為北美洲最高峰。東部山脈和中部山脈之間為高原和盆地，美國加利福尼亞州死亡谷國家公園內的惡水盆地是北美洲的最低點。

### 氣候
北美洲地跨熱帶、溫帶、寒帶，氣候複雜多樣。以温带大陆性气候和亚寒带针叶林气候为主。北部在北极圈内，为冰雪世界。南部加勒比海受赤道暖流之益，但有热带飓风侵袭。大陆中部广大地区位于北温带，宜于作物生长和人类生存。由於所有的山脈都是南北或近似南北走向，故從太平洋來的濕潤空氣僅達西部沿海地區；從北冰洋來的冷空氣可以經過中部平原南下；從熱帶大西洋吹來的濕潤空氣也可以經過中部平原深入到北部，故北美洲的氣候很不穩定，冬季有時寒冷，有時溫暖，墨西哥灣沿岸的亞熱帶地區，冬季也會發生嚴寒和下雪的現象。

### 水文
北美洲的外流區域約佔全洲面積的88％，其中大西洋流域面積約佔全洲的48％，太平洋流域約佔20％。除聖羅倫斯河外，所有大河都發源於落基山脈。落基山脈以東的河流分別流入大西洋和北冰洋，以西的河流注入太平洋。內流區域（包括無流區）約佔全洲面積的12％，主要分佈在美國西部大盆地及格陵蘭島。
密西西比河是北美洲最大的河流，按長度為世界第四大河。重要的河流還有：馬更些河、育空河、聖羅倫斯河和格蘭德河等。北美洲的河流上多瀑布，落差最大的瀑布是約塞米蒂瀑布，落差達700米；尼亞加拉瀑布，落差51米，寬1240米。
北美洲多湖泊，淡水湖總面積約40萬平方千米，居各洲首位。湖泊主要分佈在大陸的北半部。中部高原區的五大湖:蘇必利爾湖、休倫湖、密歇根湖、伊利湖、安大略湖，總面積為245 273平方千米，是世界上最大的淡水湖群，有「北美地中海」之稱。其中蘇必利爾湖為世界第一大淡水湖。

## 人口
全洲人口分佈很不平衡，絕大部分人口分佈在東南部和西南部沿岸地區。面積廣大的北部地區和美國西部內陸地區人口稀少，有的地方甚至無人居住。居民主要為來自歐洲移民的後裔，其中以白人最多，其次是黑人、印第安人、混血種人，還有少數的猶太人、日本人和華人等。主要信基督新教和天主教。通用英語和西班牙語。
北美10个人口最多的大都市区中有8个都在美国。
| 都市圈        | 人口         | 面积                         | 国家   |
| ------------- | ------------ | ---------------------------- | ------ |
| 墨西哥城      | 21,163,226 1 | 7,346平方（2,836平方英里）   | 墨西哥 |
| 纽约          | 18,897,109   | 17,405平方（6,720平方英里）  | 美国   |
| 洛杉矶        | 12,828,837   | 12,562平方（4,850平方英里）  | 美国   |
| 芝加哥        | 9,461,105    | 24,814平方（9,581平方英里）  | 美国   |
| 达拉斯-沃思堡 | 6,371,773    | 24,059平方（9,289平方英里）  | 美国   |
| 多伦多        | 6,202,225    | 5,906平方（2,280平方英里）   | 加拿大 |
| 费城          | 5,965,343    | 13,256平方（5,118平方英里）  | 美国   |
| 休斯顿        | 5,946,800    | 26,061平方（10,062平方英里） | 美国   |
| 华盛顿特区    | 5,582,170    | 14,412平方（5,565平方英里）  | 美国   |
| 迈阿密        | 5,564,635    | 15,896平方（6,137平方英里）  | 美国   |

## 經濟
根据国际货币基金组织2016年的统计，北美洲的人均国内生产总值为41,830美元，是全世界人均国内生产总值最高的大陆。
加拿大、墨西哥和美国都有繁荣和多元化的经济。 美国是在这三个国家中最大的经济体，也是现在（2024年）全世界最大的经济体。根据世界银行的统计，2018年美国的人均国内生产总值（购买力评价）达到了57,466美元。美国的第一、第二和第三产业分别占到了国内生产总值的1.2%，22%和77%。加拿大有高速增长的服务、采矿和制造业。加拿大的人均国内生产总值（购买力评价）估计为$52,085美元（2021年），为世界第11大经济体。加拿大的第一、第二、和第三产业分别占国内生产总值的2%，20%和80%。墨西哥为世界第15大经济体。作为一个新兴的工业化国家，墨西哥现代与传统的工农业并存。它的主要收入来自石油出口、制造业、电子、重工业、汽车、建筑、食品和金融服务。北美洲的经济可以划分为三个区域：北美自由贸易协定(NAFTA)、加勒比共同体(加共体)和中美洲共同市场 (CACM)。除了以上大规模的贸易协定之外，还存在许多其他的国家间贸易协定。

## 政區
北美洲共有23个国家，其中2个位于北美地区，8个位于中美洲（联合国地理方案将墨西哥视为中美洲的一部分），13个位于西印度群岛。
另外北美洲还有22个尚未独立的海外领地，分别属于英国（6个）、法国（6个）、荷兰（6个）、美国（3个）和丹麦（1个），其中隶属法国的克利珀顿岛和隶属美国的纳瓦萨岛为无常住居民的荒岛。

### 主權國家及其屬地列表
以下列出北美洲所有的主权国家及其属地：
| 主權國家       | 屬地                   | 面積（km²） | 人口（2008年） | 人口密數（每 km²） |
| -------------- | ---------------------- | ----------- | -------------- | ------------------ |
| 美国           | 美國本土 和 阿拉斯加州 | 9,833,520   | 326,090,000    | 35.7               |
| 美国           | 纳弗沙岛               | 5           | 0              | n/a                |
| 美国           | 美屬維爾京群島         | 352         | 110,000        | 317.0              |
| 美国           | 波多黎各               | 9,104       | 3,982,000      | 448.9              |
| 加拿大         | 加拿大                 | 9,976,140   | 33,573,000     | 3.4                |
| 墨西哥         | 墨西哥                 | 1,972,550   | 112,322,757    | 57.1               |
| 安地卡及巴布達 | 安地卡及巴布達         | 443         | 88,000         | 199.1              |
| 巴哈马         | 巴哈马                 | 13,940      | 342,000        | 24.5               |
|                |                        | 431         | 256,000        | 595.3              |
|                |                        | 22,966      | 307,000        | 13.4               |
|                |                        | 51,100      | 4,579,000      | 89.6               |
| 古巴           | 古巴                   | 110,860     | 11,204,000     | 102.0              |
| 多米尼克       | 多米尼克               | 754         | 67,000         | 89.2               |
|                |                        | 48,730      | 10,090,000     | 207.3              |
| 薩爾瓦多       | 薩爾瓦多               | 21,040      | 6,163,000      | 293.0              |
| 格瑞那達       | 格瑞那達               | 344         | 104,000        | 302.3              |
|                |                        | 108,890     | 14,027,000     | 128.8              |
| 海地           | 海地                   | 27,750      | 10,033,000     | 361.5              |
|                |                        | 112,090     | 7,466,000      | 66.4               |
| 牙买加         | 牙买加                 | 10,991      | 2,719,000      | 247.4              |
| 尼加拉瓜       | 尼加拉瓜               | 130,373     | 5,743,000      | 44.1               |
| 巴拿马         | 巴拿马                 | 78,200      | 3,454,000      | 45.8               |
| 圣基茨和尼维斯 | 圣基茨和尼维斯         | 261         | 52,000         | 199.2              |
| 圣卢西亚       | 圣卢西亚               | 539         | 172,000        | 319.1              |
|                |                        | 389         | 109,000        | 280.2              |
| 千里達及托巴哥 | 千里達及托巴哥         | 5,128       | 1,339,000      | 261.0              |
| 英国           |                        | 212         | 15,000         | 164.8              |
| 英国           | 百慕大                 | 53          | 65,000         | 1203.7             |
| 英国           | 英屬維爾京群島         | 153         | 23,000         | 152.3              |
| 英国           | 开曼群岛               | 262         | 56,000         | 212.1              |
| 英国           |                        | 102         | 6,000          | 58.8               |
| 英国           |                        | 430         | 36,000         | 34.8               |
| 法國           |                        | 1,100       | 397,693        | 352.6              |
| 法國           |                        | 242         | 6,000          | 24.8               |
| 法國           |                        | 1,628       | 401,784        | 246.7              |
| 荷蘭           | 阿鲁巴                 | 193         | 107,000        | 594.4              |
| 荷蘭           |                        | 444         | 140,796        | 309                |
| 荷蘭           | 荷屬聖馬丁             | 34          | 40,007         | 1,146              |
| 丹麦           | 格陵兰                 | 2,166,086   | 57,000         | 0.026              |
| 合計           | 合計                   | 24,500,995  | 541,720,440    | 22.9               |